# Cafè amb llet
Un cafè amb llet o una llet i cafè és una beguda calenta consistent en una infusió de cafè barrejada més o menys a parts iguals amb llet.
La tradició va seria introduïda a Europa pel polonès Georg Franz Kolschitzky (Jerzy Franciszek Kulczycki) al seu Kaffeehaus a Viena vers 1684 a una època o els únics edulcorants eren el mel i la llet i el café negre era massa amarg per a molts clients. La diferència entre un «llet i cafè» i un «caffè latte» italià és que el primer es fa amb mig café, mig llet, mentrestant que el segon es fa amb un dopble espresso al qual s'afegeix llet calent escumós, efecte que s'obté amb vapor d'aigua sota pressió o amb batedora. El llet i café tradicional se serveix sense escuma. A més del llet, molts solen afegir-hi sucre, el que dietèticament és desconsellat per l'excés de calories buides.
A molts països d'Europa és molt habitual a l'esmorzar. Als Països Catalans, sol ser una part de l'esmorzar o del berenar, amb una pasta dolça, per exemple. A diferència del cafè amb llet, el tallat es pren també després d'un àpat, com a alternativa al cigaló o al cafè sense res més.